# 奥州総奉行
奥州総奉行、奥州惣奉行（おうしゅうそうぶぎょう）とは、文治5年9月22日、源頼朝が文治五年奥州合戦の戦後処理のために任じた臨時職。守護相当の職制と考えられるが不明な点も多い。奥州合戦に功のあった下総国の住人葛西清重が任じられた。北条時政によって文筆能力を買われ、その推挙によって御家人となった京都出身の伊沢家景もしばしば「奥州総奉行」のひとりと見なされる。

## 概要
文治元年（1185年）、平氏を長門国壇ノ浦に滅ぼした源頼朝は、弟源義経と対立するようになり、文治5年（1189年）7月から9月にかけて、逃亡した義経をかくまったとして平泉（岩手県平泉町）に本拠をおく奥州藤原氏を攻め、これを滅ぼした（奥州合戦）。

### 平泉郡内検非違所管領葛西清重
『吾妻鏡』によれば、奥州合戦の直後にあたる文治5年9月22日条に「陸奥国御家人の事、葛西三郎清重これを奉行すべし。参仕の輩は清重に属して子細を啓すべし」（原文は漢文）とあって、これが「奥州奉行」の史料上の初出である。また、頼朝は抜群の勲功をあげた葛西清重に「平泉郡内検非違所」の管領職をも命じており、「（磐井）郡内において諸人の濫行を停止し、罪科を糺断すべし」（原漢文）と命令した。その管領権は、平泉検非違所を中心に奥州に所領のあたえられた武士全体におよぶ検断権（警察・裁判権）のごとく見なされたため、守護不設置の国である陸奥国にあっては守護に類似の職権と考えられる。『吾妻鏡』同年10月26日条には、清重が別の仰を受けて、奥州の条々を沙汰し鎮めんがために在国しているとの記載があり、この検断職任命がすなわち奥州総奉行任命とみなされる。
文治5年11月8日条には、葛西清重に奥州の所務のことが命じられている。ここでは、奥州の国中は「不熟の愁」があったうえに多数の軍勢が逗留していたので、民戸が安堵しがたいことから窮民を救うよう沙汰をおこなうべきこと、さらに、常陸国在住の故佐竹太郎の子息らが藤原泰衡の残党と内意しているとの噂があるので搦め進めること、すなわち、謀反人の追捕である。

### 陸奥国留守職伊沢家景
翌文治6年（1190年）3月には吏僚的な御家人である伊沢家景が陸奥国留守職が任命され、宮城郡多賀国府（宮城県多賀城市）へ赴任して奥州に住し、勧農や「民庶の愁訴」の取り次ぎ、国務に従わない者の取締りなどを行うこととなった。これは従来、平泉の藤原氏が執りおこなっていた陸奥国府の在庁支配権を頼朝政権が継承したことの現れであったが、前年12月に出羽国北部（秋田県地方）で起こり、鎮定に3か月を要した大河兼任の乱では陸奥国留守所の長官（本留守・新留守）がともに大河兼任に与力したため、この機会に留守職交替をおこなったものでもあった。家景の、この留守職任命も奥州総奉行任命と見なされることがある。史料によれば、頼朝には「奥州羽州地下管領」権とでもいうべき権益があたえられており、それによって幕府は、知行国主や国守とは別個に国衙機構を動かし、両国の行政権をになう根拠を獲得していたのであり、家景は「鎌倉殿」の意のままに陸奥国衙を統制して国務全般をとりしきる権限があたえられた。家景はまた、建久年間（1190年-1198年）より宮城郡岩切（仙台市）に岩切城を築き、以後、留守氏を称することとなる。伊沢氏の留守職権は13世紀中ごろまで認められるものの、陸奥の幕府知行国制の開始にともない、消滅したとしている。これに対して、幕府要人が陸奥守を務めたと言っても、北条重時の任命以降は直接国務を行わない「名国司」（みょうこくし）に過ぎず、実際の国務においては伊沢氏の留守職無くしては機能しなかった筈で、幕府滅亡まで留守職権は存続したと考えて問題ないとする説もある。

### 「奥州総奉行」の内実
奥州総奉行は、このように奥州合戦の戦後処理を契機として設置されたものであるが、建久2年（1191年）正月15日の鎌倉幕府の職制にも記されておらず、その後も特に大きな職限をもつような奥州奉行の存在は確認されていない。
伊沢家景は建久4年（1193年）、将軍頼朝に献上された淡路国産の「九本足の異馬」を津軽外ヶ浜の地に放ち、翌年6月京都から鎌倉へ送検された獄囚数名を奥羽に流すなどの沙汰をしているが、これは頼朝の命を受けたものであった。建久6年（1195年）、家景は、平泉塔の修理と藤原秀衡未亡人の保護を葛西清重とともに命じられており、『吾妻鏡』建久6年9月3日条および9月29日条には、家景・清重の両人がその任にあたったのは「奥州惣奉行たるによってなり」と記している。ただし、これが葛西氏の「奥州惣（総）奉行」としての活動について記す唯一の文献資料である。兼任の乱以前の葛西氏の地位を明確に「奥州惣奉行」と記した史料は存在せず、可能性としては、伊沢・葛西両氏がならびたつ段階になってはじめて両者の通称として「奥州惣奉行」なる概念が発生したとも考えられ、また、葛西氏の子孫が先祖の名誉を誇って主張するようになったのではないかとも推測される。葛西清重は大河兼任の乱の鎮圧においては一時的に陸奥国の留守所を預かっている（『吾妻鏡』建久元年正月6日条）ものの、実際の鎮圧の際には足利義兼や千葉胤正の下で戦っており、一介の御家人以上の役目は与えられていなかった。また、梶原景時の失脚以降はもっぱら鎌倉の将軍周辺で活動しており、清重の子孫は引き続き陸奥国内に所領を有していたものの、その役割は陸奥国に所領を持つ普通の御家人以上の役割を担ったことを示す史料は確認されていない。これに対して、大河兼任の乱以降、陸奥国留守職に任じられた伊沢家景は勧農権・検断権を行使しており、伊沢家景こそが名実ともに「奥州惣奉行」に相応しい存在であったとする見方もある。また、家景の子孫に関しては、正嘉の飢饉の際に執権北条長時・連署北条政村より飢民の救済を命じる命令文書が陸奥留守殿（家景の孫の留守家広）に対して出されている（『鎌倉遺文』8347号）が、これと同じ文書が諸国の守護に対して出されていることが確認できる（『鎌倉遺文』8346号）他、宝治合戦後に奥州に逃亡した佐原秀連が討たれた報告も「留守介」が行っており、家景の子孫が留守職として家景の勧農権・検断権を継承していたことが確認できる。
いずれにせよ、葛西氏は平泉の、伊沢（留守）氏は多賀城にあった既存権力のかかわりから現地支配を進めていったものと考えられる。平泉と多賀城の両所は、特に鎌倉時代初期の奥州にあってきわめて重要な役割を果たしたのである。